# Internationaler Eugenik-Kongress

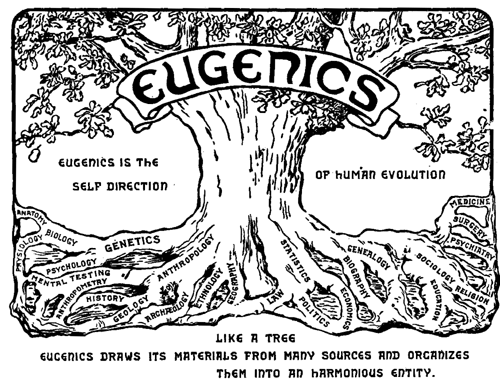
Signet des Zweiten Internationalen Eugenik-Kongresses, 1921, mit dem Motto „Eugenics is the self-direction of human evolution“

Ein Internationaler Eugenik-Kongress fand in den Jahren 1912, 1921 und 1931 statt. Gegenstand war die Ideologie der Eugenik.

## Hintergrund
Zu den Vordenkern der Eugenik zählte der Naturforscher Francis Galton, der sich auf die Arbeiten seine Cousins Charles Darwin berief.

## Erster Internationaler Eugenik-Kongress (1912)
Der Erste Internationale Eugenik-Kongress fand an der Universität von London vom 24. bis 29. Juli 1912 statt. Er wurde von der britischen Eugenics Education Society organisiert unter Leitung von Leonard Darwin. 400 Delegierte waren im Hotel Cecil in London untergebracht. Sie war Francis Galton gewidmet, der im Vorjahr verstorben war. Zu den herausragenden Teilnehmern zählte Winston Churchill, First Lord of the British Admiralty, Richard Webster, Lord Chief Justice of England and Wales und Arthur Balfour sowie die Botschafter aus Norwegen, Griechenland und Frankreich. In seiner Eröffnungsrede erklärte Darwin, dass die Einführung von Prinzipien zu einer Zucht besserer Menschen Mut verlange.
Bleecker van Wagenen erläuterte die US-amerikanischen Gesetze für die Zwangssterilisation. Er verlangte, dass Menschen mit Defekten im Erbgut aus dem menschlichen Bestand entfernt werden sollten. Als sozial unfähig nannte er geistig Kranke, Epileptiker, Blinde, Taube, Menschen mit Missbildungen und Kriminelle. Er nannte nach den Daten des U.S. Census die Zahl von 630.000 Menschen, die in Gefängnissen, Krankenanstalten und Asylen leben, also etwa 1 Prozent der Bevölkerung. Weitere drei Millionen Menschen mit minderwertigem Blut seien noch nicht in Institutionen untergebracht. Sieben weitere Millionen Menschen, etwa 10 Prozent der Bevölkerung, seien  Träger von Erbkrankheiten. Diese Menschen seien nicht in der Lage, die Eltern von nützlichen Bürgern zu werden.

## Zweiter Internationaler Eugenik-Kongress (1921)
Der Zweite Internationale Eugenik-Kongress wurde 1921 in New York unter der Schirmherrschaft des American Museum of Natural History abgehalten. Die Organisatoren und Honorarpräsident Alexander Graham Bell strebten Gesetze an, die die Ausweitung von „defekten Rassen“ verhindern sollten. Zugleich fand die The Second International Exhibition of Eugenics vom 22. September bis 22. Oktober 1921 statt. Insbesondere gründeten die Organisatoren die US-amerikanische American Eugenics Society.

## Dritter Internationaler Eugenik-Kongress (1932)
Der dritte Kongress fand im American Museum of Natural History in New York City vom 22. bis 23. August 1932 statt. Er war Mary Williamson Averell gewidmet, die einen signifikanten Teil der Kosten spendete. Vorsitzender war Charles Davenport. Henry Fairfield Osborn propagierte die Geburtenkontrolle. Domingo Ramos aus Kuba schlug vor, die Einwanderer sorgfältig auf schädliche Merkmale zu untersuchen und ihre Nachkommen abzuschieben, wenn sich später unzulässige Merkmale herausstellen sollten. Major Darwin konnte mit seinen 88 Jahren nicht mehr teilnehmen, ließ aber Ronald Fisher einen Bericht vortragen, in dem er den Untergang der Zivilisation vorhersagte, wenn nicht eugenische Maßnahmen ergriffen würden. Hermann Joseph Muller trug vor, dass Eugenik die Menschen perfekt machen könnte, aber nur einer Gesellschaft, die bewusst für das Gemeinwohl organisiert sei. Ernst Rüdin wurde zum Präsidenten der International Federation of Eugenics Organizations (IFEO) gewählt. Als Schrift des Kongresses wurde „A Decade of Progress in Eugenics“ herausgegeben.

## Weitere Veranstaltungen
Einen vierten Kongress gab es nicht. Stattdessen hielt die IFEO weitere internationale Versammlungen ab, unter anderem vom 18. bis 21. Juli 1934 im Waldhaus Dolder Boulder, Zürich, und 1936 in Scheveningen.